# Bothrops
Bothrops és un gènere de serps verinoses de la subfamília dels crotalins que inclou nombroses espècies distribuïdes des del nord-est de Mèxic fins a les Antilles menors i per bona part de Sud-amèrica.
El nom Bothrops prové de les paraules gregues "bothros" (forat) i "ops" (cara) en referència als òrgans termoreceptors en forma de fossa que aquestes serps tenen al mussell.

## Taxonomia
El gènere Bothrops inclou 45 espècies:
- Bothrops alcatraz (Marques, Martins & Sazima, 2002)
- Bothrops alternatus (Duméril, Bibron & Duméril, 1854)
- Bothrops ammodytoides (Leybold, 1873)
- Bothrops asper (Garman, 1883)
- Bothrops atrox (Linnaeus, 1758)
- Bothrops ayerbei (Folleco-Fernández, 2010)
- Bothrops barnetti (Parker, 1938)
- Bothrops bilineata (Wied, 1825)
- Bothrops brazili (Amaral, 1923)
- Bothrops caribbaeus (Garman, 1887)
- Bothrops chloromelas (Boulenger, 1912)
- Bothrops cotiara (Gomes, 1913)
- Bothrops diporus (Cope, 1862)
- Bothrops erythromelas (Amaral, 1923)
- Bothrops fonsecai (Hoge & Belluomini, 1959)
- Bothrops insularis (Amaral, 1921)
- Bothrops itapetiningae (Boulenger, 1907)
- Bothrops jararaca (Wied, 1824)
- Bothrops jararacussu (Lacerda, 1884)
- Bothrops jonathani (Harvey, 1994)
- Bothrops lanceolatus (Bonnaterre, 1790)
- Bothrops leucurus (Wagler, 1824)
- Bothrops lojanus (Parker, 1930)
- Bothrops lutzi (Miranda-Ribeiro, 1915)
- Bothrops marajoensis (Hoge, 1966)
- Bothrops marmoratus (Da Silva & Rodrigues, 2008)
- Bothrops matogrossensis (Amaral, 1925)
- Bothrops medusa (Sternfeld, 1920)
- Bothrops moojeni (Hoge, 1966)
- Bothrops muriciensis (Ferrarezzi & Freire, 2001)
- Bothrops neuwiedi (Wagler, 1824)
- Bothrops oligolepis (Werner, 1901)
- Bothrops osbornei (Freire-Lascano, 1991)
- Bothrops otavioi (Barbo, Grazziotin, Sazima, Martins & Sawaya, 2012)
- Bothrops pauloensis (Amaral, 1925)
- Bothrops pictus (Tschudi, 1845)
- Bothrops pirajai (Amaral, 1923)
- Bothrops pubescens (Cope, 1870)
- Bothrops pulchra (Peters, 1862)
- Bothrops punctatus (Garcia, 1896)
- Bothrops rhombeatus (Garcia, 1896)
- Bothrops sanctaecrucis (Hoge, 1966)
- Bothrops sazimai Barbo et al., 2016

- Bothrops sonene Carrasco et.al., 2019

- Bothrops taeniata (Wagler, 1824)
- Bothrops venezuelensis (Sandner-Montilla, 1952)